# Christoph Wenzel

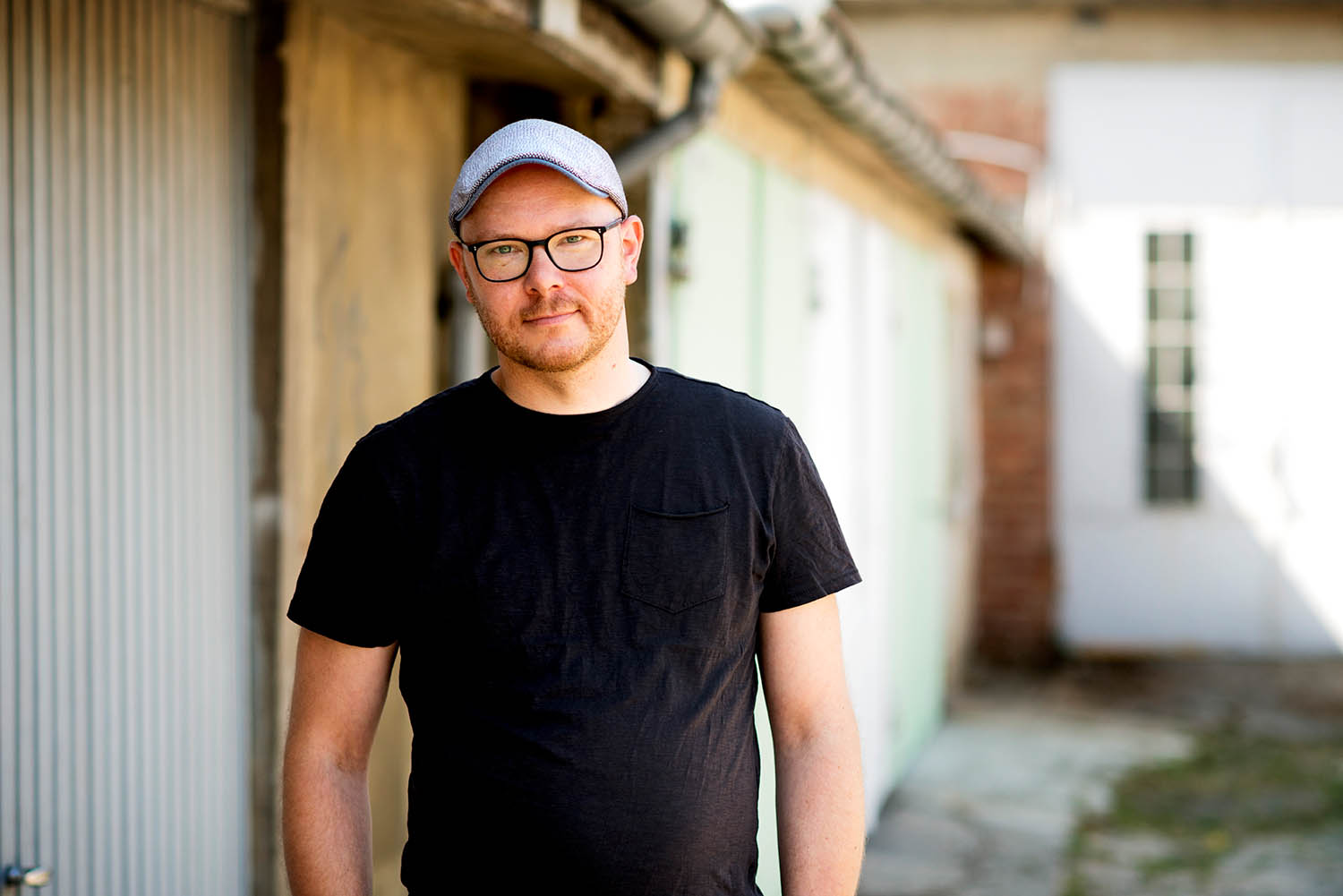
Christoph Wenzel (2022)

Christoph Wenzel (* 4. Mai 1979 in Hamm) ist ein deutscher Schriftsteller und Herausgeber.

## Leben und Werk
Wenzel studierte Germanistik und Anglistik an der RWTH Aachen und wurde dort promoviert. Wenzel, der als Herausgeber, Universitätsangestellter und freier Autor tätig ist, verfasst in erster Linie Gedichte, die in zahlreichen Anthologien und Zeitschriften veröffentlicht wurden. Er debütierte 2005 mit dem Gedichtband zeit aus der karte (Rimbaud Verlag), 2010 folgte im Yedermann Verlag der Band tagebrüche und 2012 erschien in der Edition Haus Nottbeck der Titel weg vom fenster und 2015 der Gedichtband lidschluss in der Edition Korrespondenzen.
Zusammen mit Daniel Ketteler gibt er seit 2005 die Literaturzeitschrift [SIC] heraus und betreibt seit 2011 den [SIC]-Literaturverlag.
2013 wurde Wenzel das Rolf-Dieter-Brinkmann-Stipendium zuerkannt. „Wegen seiner entschiedenen und mutigen Arbeit an sich selbst, die sich immer wieder kritisch dem eigenen Schreiben gestellt hat und weiterhin stellt“, so Enno Stahl für die Jury.
Christoph Wenzel lebt in Aachen.

## Gedichtbände
- landläufiges lexikon, Edition Korrespondenzen, Wien 2022, ISBN 978-3-902951-72-4
- lidschluss, Edition Korrespondenzen, Wien 2015, ISBN 978-3-902951-15-1
- weg vom fenster, vorsatz verlag Edition Haus Nottbeck, Oelde/Dortmund 2012, ISBN 978-3943270037
- tagebrüche, yedermann, Riemerling 2010, ISBN 978-3935269407
- zeit aus der karte, Rimbaud Verlag, Aachen 2005, ISBN 978-3890866338

## Herausgaben
- Brotjobs & Literatur gemeinsam mit Iuditha Balint, Julia Dathe und Kathrin Schadt (2021)
- Polderpoesie. Junge Lyrik aus Flandern und den Niederlanden gemeinsam mit Stefan Wieczorek (2016)
- Westfalen, sonst nichts? Eine Anthologie gemeinsam mit Adrian Kasnitz (2012)
- [SIC] – Zeitschrift für Literatur gemeinsam mit Daniel Ketteler (seit 2005)

## Anthologien und Literaturzeitschriften (Auswahl)
- Christoph Buchwald, Ulrike Almut Sandig (Hrsg.): Jahrbuch der Lyrik 2017, Schöffling & Co., Frankfurt am Main 2017, ISBN 978-3895616808
- Anja Bayer, Daniela Seel (Hrsg.): all dies hier, Majestät, ist deins – Lyrik im Anthropozän, kookbooks, Berlin 2016, ISBN 978-3937445809.
- Axel Kutsch (Hg.), Versnetze_drei. Deutschsprachige Lyrik der Gegenwart (2010)
- Christoph Buchwald und Uljana Wolf (Hg.): Jahrbuch der Lyrik (2009)
- Shafiq Naz (Hg.), Der deutsche Lyrikkalender 2010 (2009)
- Ron Winkler (Hg.): Neubuch. Neue junge Lyrik (2008)
- Björn Kuhligk und Jan Wagner (Hg.): Lyrik von jetzt Zwei (2008)
- Theo Breuer (Hg.), Keine Eile. Gedichte in der Edition YE (2008)

- Literaturzeitschriften (Auswahl): Edit, Neue Rundschau, Bella tiste, Das Gedicht, Belletristik, poet, intendenzen, mare, lauter niemand, Signum

## Auszeichnungen
- 2007: Arbeitsstipendium der Staatskanzlei des Landes Nordrhein-Westfalen
- 2008: Auslandsstipendium der Staatskanzlei des Landes Nordrhein-Westfalen
- 2009: Finalist beim Leonce-und-Lena-Preis
- 2010: Arbeitsstipendium der Kunststiftung Nordrhein-Westfalen
- 2011: Arbeitsstipendium des Landes Nordrhein-Westfalen
- 2011: Postpoetry-Lyrikpreis
- 2012: Alfred-Gruber-Preis beim Lyrikpreis Meran
- 2012: GWK-Förderpreis der Gesellschaft zur Förderung der westfälischen Kulturarbeit e. V. (GWK) in der Sparte Literatur
- 2013: Rolf-Dieter-Brinkmann-Stipendium der Stadt Köln
- 2014: Förderpreis des Landes Nordrhein-Westfalen für junge Künstlerinnen und Künstler[4]
- 2020: Dresdner Lyrikpreis[5]